# Józef Dmitruczuk
Józef Dmitruczuk (ur. 30 maja 1936, zm. 6 stycznia 2023) – polski lekarz ortopeda i lekarz sportowy, biegły sądowy.

## Życiorys
Urodzony 30 maja 1936 r. Specjalizował się w chirurgii urazowo-ortopedycznej. Z częstochowską ochroną zdrowia był związany od 1962 r. i pracował w wielu tamtejszych szpitalach, najdłużej w późniejszym Wojewódzkim Szpitalu Specjalistycznym w dzielnicy Tysiąclecie, a także organizował pierwszą poradnię preluksacyjną w Częstochowie i był związany z Wojewódzkim Zakładem Opieki Zdrowotnej nad Matką, Dzieckiem i Młodzieżą. Pełnił także funkcję biegłego sądowego i był lekarzem sportowym AZS Częstochowa.
Odznaczony Krzyżem Kawalerskim Orderu Odrodzenia Polski i Srebrnym Krzyżem Zasługi. W 2018 r. został uhonorowany nagrodą prezydenta Częstochowy im. Władysława Biegańskiego dla zasłużonych w ochronie zdrowia za wzorową pracę na rzecz pacjentów, profesjonalizm i postawę etyczną.
Zmarł 16 stycznia 2023 r.
Teść siatkarza i polityka Andrzeja Szewińskiego.